# Élections parlementaires zimbabwéennes de 2018
Les élections parlementaires zimbabwéennes de 2018 ont lieu le 30 juillet 2018, en même temps qu'une élection présidentielle, afin de renouveler les 270 membres de l'Assemblée nationale et les 80 membres du Sénat.

## Contexte

### Renversement de Robert Mugabe
Robert Mugabe gouverne le pays de manière autoritaire depuis 1980. Les élections au début du XXIe siècle sont entachées de fraudes, de violences et d'actes d'intimidation à l'encontre de toute opposition politique. Le 4 novembre 2017, Robert Mugabe annonce qu'il souhaite que son épouse Grace Mugabe, très impopulaire, devienne vice-présidente. Le 5 novembre, celle-ci lui demande publiquement de lui céder directement la présidence de la République. Le limogeage du vice-président Emmerson Mnangagwa le 6 novembre a ainsi pour objectif de conforter la première dame, mais déplaît aux forces armées, qui prennent le pouvoir durant la nuit du 14 au 15 novembre.
Sous la pression, Robert Mugabe démissionne le 21 novembre. Emmerson Mnangagwa est désigné président et est investi en prêtant serment le 24 novembre. Il annonce la tenue d'élections présidentielle et législatives à échéance normale, en juillet 2018.

### Unité de l'opposition
Le 6 août 2017, en vue des élections de 2018, Morgan Tsvangirai lance l'Alliance du MDC avec Welshman Ncube, Tendaï Biti et quatre autres partis mineurs, dont Le peuple d'abord.
À la mort de Morgan Tsvangirai, Nelson Chamisa devient président par intérim du Mouvement pour le changement démocratique – Tsvangirai en mars 2018. Dans le même temps, Thokozani Khupe est désignée présidente du parti. Pour cette raison, Chamisa participe à la présidentielle de 2018 sous la bannière Alliance du MDC, qu'il enregistre comme parti.

## Système électoral et politique
L'élection de l'Assemblée nationale et du Sénat est régie par les dispositions de la Constitution adoptée en 2013. Le pays compte 210 circonscriptions électorales, élisant chacune un député à l'Assemblée nationale au scrutin uninominal majoritaire à un tour. Pour les législatures de 2013 et de 2018 uniquement, soixante sièges supplémentaires sont pourvus à des femmes, six issues de chacune des dix provinces du pays, « d'après les votes exprimés en faveur de candidates représentant les partis politiques, proportionnellement à la part globale des voix obtenues par les partis dans le système majoritaire à un tour ».
Soixante des quatre-vingt membres du Sénat sont élus par les citoyens au scrutin proportionnel plurinominal. Chaque parti dépose une liste de candidats dans chacune des dix provinces, la tête de liste devant être une femme, suivie d'une alternance de candidats et de candidates. Chaque citoyen porte son vote sur l'une des listes, et six sénateurs sont ainsi élus par province, à la proportionnelle. Par ailleurs, deux sénateurs handicapés (qui doivent être un homme et une femme) sont élus par un corps électoral constitué de membres d'associations de personnes handicapées. Enfin, les dix-huit autres sénateurs sont des chefs : Le président et le vice-président du Conseil national des chefs siègent ex officio, et seize chefs sont élus par les assemblées provinciales de chefs des huit provinces rurales a raison de deux par province,.
Il n'y a pas de Premier ministre, mais le président de la République choisit ses ministres parmi les parlementaires, et le Parlement peut adopter une motion de censure pour destituer le gouvernement. Le président de la République peut, à tout moment, dissoudre le Parlement et convoquer des élections législatives anticipées.

## Résultats

### Assemblée nationale
|                           |                                                                          |           |       |        |               |          |               |              |               |  |  |  |  |  |
| Partis                    | Partis                                                                   | Voix      | %     | Sièges | +/-           | Réservés | Réservés      | Total sièges | +/-           |  |  |  |  |  |
| Partis                    | Partis                                                                   | Voix      | %     | Sièges | +/-           | F        | +/-           | Total sièges | +/-           |  |  |  |  |  |
|                           | Union nationale africaine du Zimbabwe (ZANU-PF)                          | 2 477 708 | 52,35 | 144    | 15            | 35       | 2             | 179          | 17            |  |  |  |  |  |
|                           | Coalition MDC                                                            | 1 624 875 | 34,33 | 64     | 15            | 24       | 3             | 88           | 18            |  |  |  |  |  |
|                           | Mouvement pour le changement démocratique – Tsvangirai dissident (MDC-T) | 161 824   | 3,42  | 0      | en stagnation | 1        | 1             | 1            | 1             |  |  |  |  |  |
|                           | Nouveau front patriotique (NPF)                                          | 49 103    | 1,04  | 1      | 1             | 0        | en stagnation | 1            | 1             |  |  |  |  |  |
|                           | Autres partis                                                            | 181 162   | 3,83  | 0      | en stagnation | 0        | en stagnation | 0            | en stagnation |  |  |  |  |  |
|                           | Indépendants                                                             | 238 179   | 5,03  | 1      | 1             | 0        | en stagnation | 1            | 1             |  |  |  |  |  |
|                           |                                                                          |           |       |        |               |          |               |              |               |  |  |  |  |  |
| Suffrages exprimés        | Suffrages exprimés                                                       | 4 732 851 | 100   |        |               |          |               |              |               |  |  |  |  |  |
| Votes blancs et invalides |                                                                          |           |       |        |               |          |               |              |               |  |  |  |  |  |
| Total                     | Total                                                                    |           |       | 210    | en stagnation | 60       | en stagnation | 270          | en stagnation |  |  |  |  |  |
| Abstentions               |                                                                          |           |       |        |               |          |               |              |               |  |  |  |  |  |
| Inscrits / participation  |                                                                          |           |       |        |               |          |               |              |               |  |  |  |  |  |

### Sénat
|                           |                                                                          |                                   |                                   |        |               |  |  |  |  |  |  |  |  |  |
| Partis                    | Partis                                                                   | Voix                              | %                                 | Sièges | +/-           |  |  |  |  |  |  |  |  |  |
|                           | Union nationale africaine du Zimbabwe (ZANU-PF)                          |                                   |                                   | 34     | 3             |  |  |  |  |  |  |  |  |  |
|                           | Coalition MDC                                                            |                                   |                                   | 25     | –             |  |  |  |  |  |  |  |  |  |
|                           | Mouvement pour le changement démocratique – Tsvangirai dissident (MDC-T) |                                   |                                   | 1      | –             |  |  |  |  |  |  |  |  |  |
|                           | Autres partis                                                            |                                   |                                   | 0      | en stagnation |  |  |  |  |  |  |  |  |  |
|                           | Sièges réservés aux handicapés                                           | Sièges réservés aux handicapés    | Sièges réservés aux handicapés    | 2      | en stagnation |  |  |  |  |  |  |  |  |  |
|                           | Sièges réservés aux chefs tribaux                                        | Sièges réservés aux chefs tribaux | Sièges réservés aux chefs tribaux | 18     | en stagnation |  |  |  |  |  |  |  |  |  |
|                           |                                                                          |                                   |                                   |        |               |  |  |  |  |  |  |  |  |  |
| Suffrages exprimés        |                                                                          |                                   |                                   |        |               |  |  |  |  |  |  |  |  |  |
| Votes blancs et invalides |                                                                          |                                   |                                   |        |               |  |  |  |  |  |  |  |  |  |
| Total                     | Total                                                                    |                                   | 100                               | 80     | en stagnation |  |  |  |  |  |  |  |  |  |
| Abstentions               |                                                                          |                                   |                                   |        |               |  |  |  |  |  |  |  |  |  |
| Inscrits / participation  |                                                                          |                                   |                                   |        |               |  |  |  |  |  |  |  |  |  |

## Suites
À partir du 1er août 2018, après l'annonce de la victoire du ZANU-PF aux législatives, au cours desquelles celui-ci obtient la majorité absolue, des affrontements ont lieu et font six morts,.
Selon la mission d'observation de l'Union européenne, « Le climat politique s'est amélioré, le vote s'est déroulé de manière pacifique, mais l'inégalité des chances, les intimidations d'électeurs et le manque de confiance dans le processus électoral ont miné l'environnement pré-électoral », ajoutant que « d'efforts pour saper l'expression en toute liberté de la volonté des électeurs, des intimidations légères, des pressions et des contraintes contre des électeurs pour qu'ils votent "en faveur du parti au pouvoir ».